# باميلا لافي
باميلا لافي (بالإنجليزية: Pamela Levy)‏ (بالعبرية: פמלה לוי‏) هي رسامة وفنانة أمريكية وإسرائيلية، ولدت في 1949 في فيرفيلد في الولايات المتحدة، وتوفيت في 25 ديسمبر 2004 في القدس في إسرائيل بسبب نوبة قلبية.